# Perforación bautista de pozos
Es un método muy sencillo de perforación manual de pozos de agua, concebido para ser aplicado por campesinos pobres en países en vías de desarrollo.
Los mismos usuarios rápidamente aprenden a perforar sus propios pozos. Las brocas de perforación se pueden construir en cualquier taller de soldadura por arco y un equipo de perforación completo, constituido enteramente de materiales estándar, no cuesta más de 150 dólares. Con este método se han conseguido perforaciones de hasta 100 m de profundidad en condiciones favorables.

## Historia
El método fue desarrollado por Terry Waller, un misionero bautista estadounidense, en África y Bolivia. Aplica algunos de los principios que se usan en perforaciones comerciales mecanizadas, adaptándolas para ser lo más sencillo y económico posible.

## Condiciones apropiadas
Un híbrido entre sludging (perforación con un tubo simple, usando la mano arriba del tubo como válvula) y perforación por percusión, este método permite perforar todo tipo de suelos francos, arenosos y arcillosos aluviales, además de piedra «suave» tipo cantera, conglomerados livianos, cenizas volcánicas consolidadas, ciertas rocas calcáreas y materiales deterioradas, pero no entra en roca ígnea (basalto, granito) ni en cascajo o piedra bolón (de antiguos lechos de río).

## Especificaciones técnicas

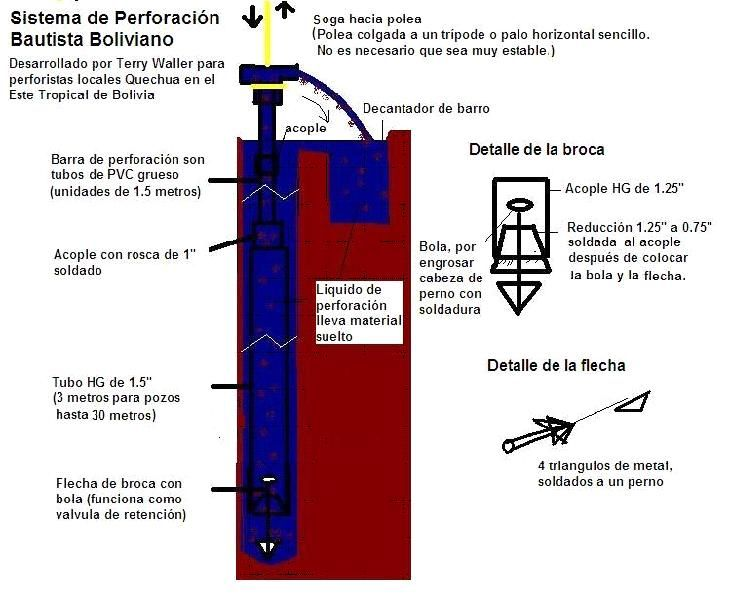
Visualización esquemática del método de Perforación Bautista.

Como en sludging, el proceso de perforación es continuo: la broca normalmente no se retira del pozo hasta terminar. Al profundizar se enroscan extensiones a la barra. El material perforado se suspende en el líquido de perforación (lodo) y se bombea hacia arriba aprovechando el movimiento de subida y bajada del equipo. En lugar de usar la mano como válvula (como en sludging), la misma broca actúa como válvula de retención. La mano del operador no tiene que mantenerse encima del tubo y extensiones de la barra pueden tener varios metros de largo.
La acción de percusión se logra levantando y dejando caer la barra de perforación mediante soga y polea, colgada de un caballete simple, hecho con cualquier tipo de palo de madera o bambú que sea disponible localmente.
El diámetro del hoyo perforado se mantiene tan pequeño como posible, limitando así la fuerza requerida. Las brocas están basadas en accesorios de plomería de hierro galvanizado de 1¼″ (32 mm) de diámetro interno y el pozo se encamisa con tubo barato de PVC de 1½″ (38 mm). Este tipo de camisa permite la entrada de una bomba de pistón hechiza (PVC) de hasta 1¼″ de diámetro externo. Pero si así se desea, la parte superior del pozo (hasta un poco por debajo del nivel de agua) puede ser ampliada a diámetros superiores para acomodar bombas de mayor calibre.
La herramienta principal consiste en un tubo de hierro de 1¼″ (32 mm) y de 3m de largo con una broca/válvula (véase imagen). Para extender esta barra se pueden usar tubos PVC de cañería 1¼″ ordinarios (SDR 26), con adaptadores de rosca pegados. Profundidades de hasta 30 m han sido logradas así. Profundidades mayores de 100 m se lograron con tubos PVC de 1″ más gruesas, Cédula 40 u 80, con rosca tarrajada directamente en el PVC.
El uso de barra de PVC mantiene el peso total del equipo bajo, incluso en pozos profundos, y no requiere el uso de una palanca para levantarlo. Esto permite hacer golpes de hasta un metro de alto. El uso de barra PVC también reduce significativamente el costo del equipo. Pero por el otro lado, excluye el uso de acción rotatoria.
No se usa encamisado temporal durante la perforación. El pozo se mantiene lleno de lodo y el «incrustado» de este lodo en las paredes como consecuencia de la acción de percusión y la fricción de los lados lisos de la broca normalmente los estabiliza suficientemente. El lodo de perforación se evacua del pozo por lavado al revés, echando o bombeando agua adentro después de encamisarlo.
Este método se adapta mejor a arcillas, limos, arenas y rocas livianas. La broca estándar también perfora con facilidad hasta arcillas consolidadas muy pegajosas. Sin embargo, los mejores resultados se obtienen con una serie de brocas diferentes, adaptándose a las condiciones de diferentes capas en el subsuelo:
- Brocas estándar de punta flexible para suelos sueltos en general y arcillosos. El perno central de la flecha pesada adecuadamente mantiene abierta la entrada de la válvula de pie.
- Brocas de punta fija para capas arenosas y rocosas que no presentan riesgo de obstrucción de la válvula.
- Brocas abiertas sin válvula de pie (sludging puro) para capas de arcilla pura, grava y gravilla. Es este tipo de capas, la presencia de una válvula de pie frena el avance porque la arcilla debe de batirse hasta entrar en suspensión y piedras «molidos» en pedazos pequeños para poder pasar por la válvula.

## Contexto social
Campesinos en países en desarrollo no suelen tener los medios financieros para hacer perforar sus pozos por especialistas. Este método se desarrolló para ayudar a los pobres con una manera de ayudarse a sí mismos en materia de abastecimiento de agua.
Un equipo bautista, apto para perforar hasta 30 m de profundidad, se puede armar en Nicaragua con aproximadamente US$150. Esto incluye todas las herramientas no comunes para operarlo. El elemento clave, las brocas, se pueden construir en cualquier taller de soldadura al arco, usando sólo materiales comúnmente disponibles en ferreterías y metal de desecho (láminas de suspensión de carros).
El pozo, encamisado con tubo de PVC barato, protegido con una losa de concreto como sello sanitario y con una bomba de pistón sencilla de PVC (construida también por los mismos usuarios) cuesta aproximadamente 2.5 dólares por metro de profundidad del pozo.
Al haber construido su propio pozo y bomba, los usuarios perfectamente pueden mantenerlo solos y se hacen independientes de ayuda externa para siempre.

## Ampliación
Si se necesita, la parte superior del pozo se puede ampliar y encamisar con un tubo de diámetro mayor (3, 5 o más pulgadas), para acomodar bombas de mayor diámetro. Una bomba de mecate para poca profundidad, por ejemplo, puede requerir un pozo más amplio y bombas sumergibles suelen necesitar una camisa de por lo menos 4″. Nótese que no hace falta ampliar toda la profundidad de la perforación: basta con poder llegar con la entrada de agua de la bomba unos 50 cm por debajo del nivel más bajo de agua en el pozo. En caso de ampliar la parte superior del pozo, la camisa se hace en forma «telescópica».

## Lectura adicional
- Tecnología bautista de abastecimiento de agua rural
- Soluciones EMAS de agua y saneamiento
- Tecnología sencilla de perforación y bombeo manual
- Manuales de tecnología bautista
- Manuales de tecnología EMAS
- Sistemas bautista y EMAS en Nicaragua
- Perforación con LS100 (en inglés)
- Bomba de mecate

- Datos: Q4857711